# Vincenzo Mirabella
Vincenzo Mirabella Alagona (Siracusa, 1570 – Modica, 1624) è stato uno storico, archeologo e architetto italiano, conosciuto principalmente per la sua opera Pianta dell’Antiche Siracuse.

## Biografia
Vincenzo Mirabella, dotato di grande curiosità intellettuale, sin dalla sua primissima gioventù, si dedicò allo studio della letteratura italiana, della letteratura latina e della letteratura greca oltreché della matematica, della musica, della storia e della poesia. Pubblicò il suo primo libro, una raccolta di madrigali, nel 1604. Fece parte dell'Accademia dei Lincei di Roma. Fu uno dei primi siciliani ad essere accolto in questo sodalizio dove ebbe occasione di conoscere Galileo Galilei e con il quale rimase in corrispondenza.
Sposò la nobile Lucrezia Platamone da cui pare non ebbe figli. Abitò la casa che si trova a Siracusa davanti alla chiesa di San Tommaso. La casa passò poi al conte Danieli a al barone Abela, la via adesso porta il suo nome.
Appassionato di storia patria e di archeologia, scrisse la Storia di Siracusa, ma non riuscì a pubblicarla e il manoscritto andò perduto.

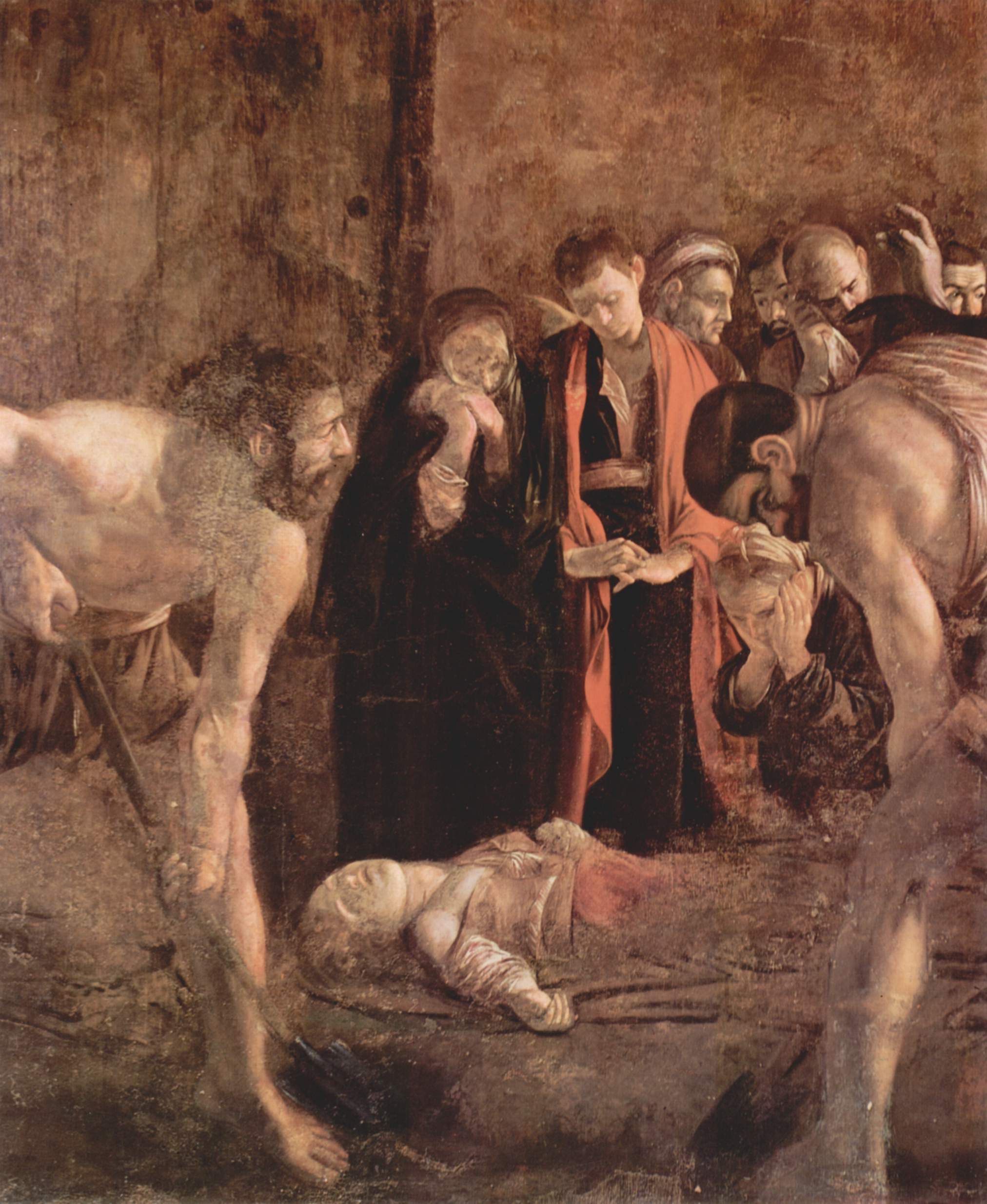
Il seppellimento di Santa Lucia, di Michelangelo Merisi da Caravaggio

Tra l'ottobre e il dicembre del 1608 ebbe occasione di accompagnare in visita ai resti archeologici dell'antica Siracusa il pittore Michelangelo Merisi detto il Caravaggio. In quell'occasione durante la visita delle latomie, il pittore coniò l'espressione Orecchio di Dionisio per racchiudere in un nome il senso e il simbolo della grotta che aveva visitato. La grotta artificiale in questione infatti, per la sua particolare forma, amplifica notevolmente i suoni, anche di debole entità, e si pensa venisse utilizzata dal tiranno Dionisio per spiare i suoi prigionieri. Il Caravaggio affascinato dalla suggestione del luogo vi ambientò il suo celebre quadro Il seppellimento di Santa Lucia. 

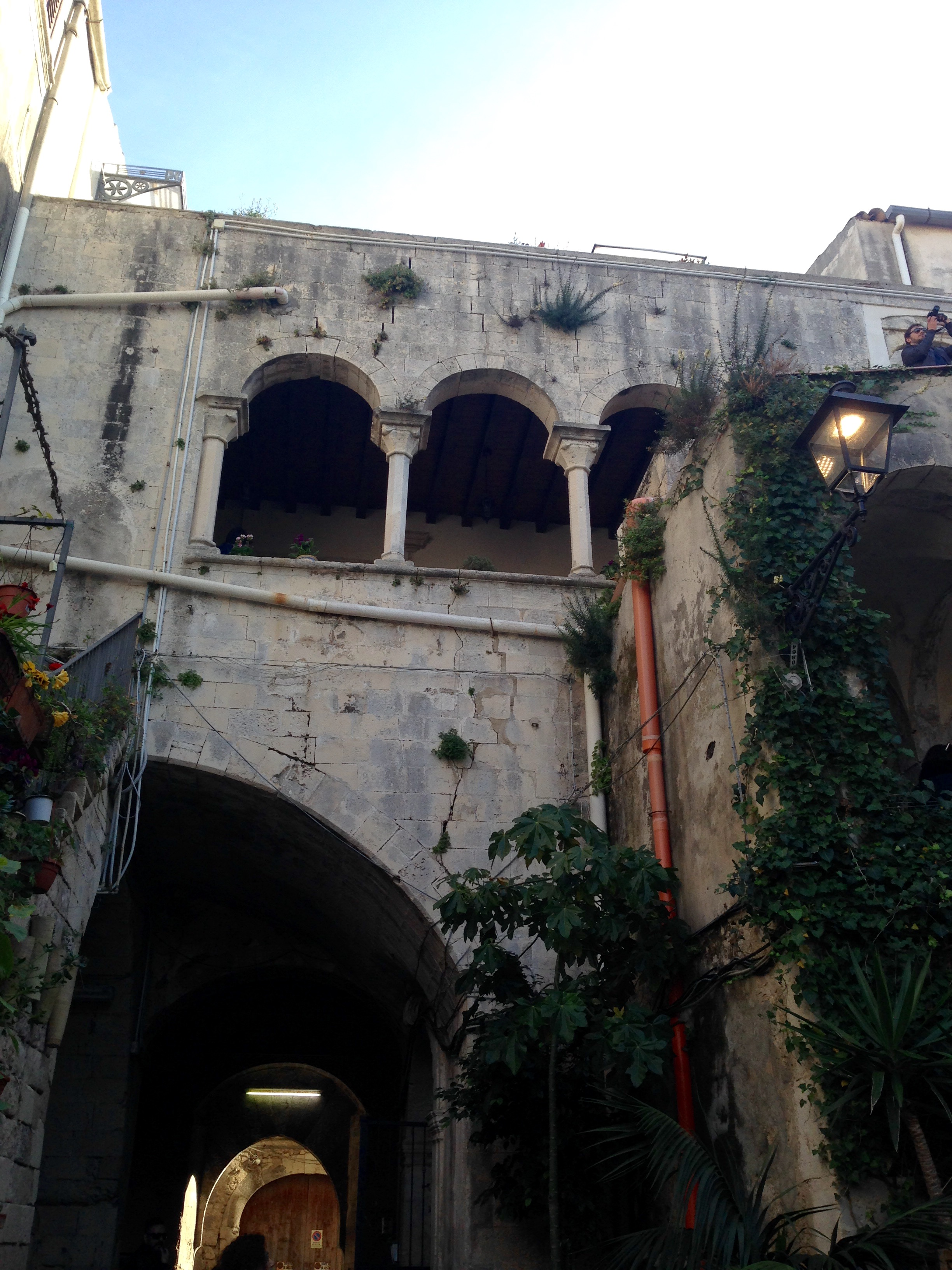
Facciata interna della casa di Mirabella

Nel 1613 fu pubblicata a Napoli la sua opera più importante La dichiarazione della pianta delle antiche Siracuse e di alcune scelte medaglie di esse e dei principi che quelle possedettero. L'opera era corredata da una pianta topografica di Siracusa, distinta in nove tavole, che riportavano una accurata ricostruzione ipotetica della città da Ortigia al castello Eurialo, dalla fonte Ciane alla casa di Archimede, con l'indicazione di duecento luoghi di interesse storico e archeologico richiamati in un elenco allegato. Il lavoro era arricchito alla fine dalle vite di Archimede, Teocrito, Epicarmo e Tisia.
L'opera era frutto dei suoi studi sugli autori greci e latini Tucidide, Plutarco, Diodoro, Cicerone, Livio, Strabone e Pomponio Mela ma principalmente era il risultato delle sue indagini archeologiche e degli scavi eseguiti a sue spese.
Fu il primo ad eseguire il rilievo topografico delle Catacombe di San Giovanni che fu riprodotto in una tavola del suo libro.
Vincenzo Mirabella costituì, con i ritrovamenti effettuati durante i suoi scavi, una ricca collezione archeologica che, esposta nelle sale del suo palazzo (in Ortigia nell'attuale via Mirabella nº23), divenne un vero e proprio museo. Alla sua morte, i suoi eredi donarono parte di questa collezione, al museo Patrio di Siracusa che si chiamerà poi Museo Nazionale.
Sotto la direzione dell'architetto Vincenzo Mirabella furono intrapresi a Modica, intorno al 1615, i lavori per la costruzione di un santuario dedicato alla Madonna delle Grazie. Di questa sua opera rimane uno dei portali, quello sul lato ovest, ornato da un timpano spezzato sorretto da due colonne poste su alti piedistalli e coronate da un arco decorato da un motivo ad intreccio.
Vincenzo Mirabella morì di peste a Modica nel 1624, all'età di 54 anni. Fu sepolto nella chiesa della Madonna delle Grazie. Sulla sua tomba si legge il seguente epitaffio:

## Pubblicazioni
La prima pubblicazione della Pianta delle antiche Siracuse, quella del 1613, andò presto esaurita. Fu nuovamente ristampata a Palermo nel 1717 con il titolo Descrizione delle quattro città dell'Antica Siracusa nel volume edito da Giovan Battista Aiccardo. Un'altra edizione, recentemente riscoperta, della carta è quella contenuta nel Thesaurus Antiquitatum et Historiarum Siciliae di Giovanni Giorgio Graevio edito da Vander Aa nel 1725 a Lugduni Batavorum (Leida). Per ultima dobbiamo citare la Pianta delle Antiche Siracuse a cura di Cesare Samà edita nel 1989 da Arnoldo Lombardi Editore.

## Opere
- Vincenzo Mirabella, Dichiarazioni della pianta dell'antiche Siracuse, e d'alcune scelte medaglie d'esse, e de' principi che quelle possedettero descritte da don Vincenzo Mirabella e Alagona caualier siracusano, Napoli, per Lazzaro Scoriggio, 1613. URL consultato il 27 maggio 2019.